# Fijación de flujo

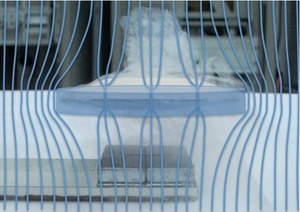
Fijación de flujo: diagrama de los tubos de flujo

La fijación de flujo es un fenómeno que se produce cuando se impide que el flujo de los vórtices en un superconductor de tipo II se mueva dentro de la mayor parte del superconductor, de modo que las líneas del campo magnético quedan "fijadas" en esas ubicaciones. El superconductor debe ser un superconductor de tipo II porque los superconductor de tipo I no pueden ser penetrados por los campos magnéticos. Algunos superconductores del tipo I pueden experimentar los efectos de fijación de flujo si son lo suficientemente delgados. Si el espesor del material es comparable a la profundidad de penetración de London, el campo magnético puede atravesar el material. El acto de penetración magnética es lo que hace posible la fijación del flujo. En campos magnéticos más altos (por encima del campo crítico inferior, Hc,1 , pero por debajo del campo crítico superior Hc,2 ), el superconductor permite que el flujo magnético entre en paquetes cuantificados rodeados por un vórtice de corriente superconductor (véase vórtice cuántico). Estas zonas de penetración se conocen como tubos de flujo, y su número por unidad de área es proporcional al campo magnético con una constante de proporcionalidad igual al cuanto de flujo magnético. En un disco simple de 76 milímetros de diámetro y 1 micrómetro de espesor, junto a un campo magnético de 28 kA/m, se encuentran aproximadamente 100 mil millones de tubos de flujo que soportan 70.000 veces el peso del superconductor. A temperaturas más bajas, los tubos de flujo quedan fijados y no pueden moverse. Esta fijación es lo que mantiene al superconductor en su lugar, permitiéndole levitar. Este fenómeno está estrechamente relacionado con el efecto Meissner, aunque con una diferencia crucial: el efecto Meissner protege al superconductor de todos los campos magnéticos que causan repulsión, a diferencia del estado fijado del disco superconductor, que fija el flujo y el superconductor en lugares que no varían.

## Importancia
La fijación de flujo es deseable en los superconductores cerámicos de alta temperatura para evitar el "flujo lento", que puede crear una pseudo resistencia eléctrica y rebajar tanto la densidad de corriente crítica como el campo crítico.
La degradación de las propiedades de un superconductor de alta temperatura debido a la fluencia del flujo es un factor limitante de su uso. Los magnetómetros SQUID sufren una precisión reducida en un cierto rango de campo aplicado debido a la fluencia del flujo en el imán superconductor utilizado para polarizar la muestra, y la intensidad de campo máxima de los imanes superconductores de alta temperatura se reduce drásticamente por la depresión en el campo crítico.

### Aplicaciones potenciales
El valor de la fijación de flujo podría aplicarse a distintos dispositivos mecánicos, como ascensores, uniones sin fricción y sistemas de transporte. Cuanto más delgada es la capa superconductora, más fuerte es la fijación que se produce cuando se expone a campos magnéticos. Dado que el superconductor está fijado sobre el imán lejos de cualquier superficie, existe la posibilidad de que se produzca una unión sin fricción. El transporte es otra área que podría ser revolucionada por la tecnología de fijación de flujo. El MagSurf, desarrollado por la Universidad de París Diderot, utiliza la fijación de flujo para crear un efecto similar al de una aerotabla que podría transportar a una persona, lo que demuestra la utilidad de la tecnología. La Universidad Federal de Río de Janeiro también ha estado desarrollando un sistema de tren de levitación magnética basado en fijación de flujo llamado Maglev Cobra, que apunta a un factor de forma más pequeño que los sistemas ferroviarios urbanos existentes. También se han realizado algunas investigaciones sobre el uso del efecto de fijación de flujo para aislar las vibraciones de los microdispositivos. La capacidad de fijar un superconductor en el espacio se puede utilizar como un dispositivo amortiguador que podría sustituir a un resorte. Esta idea se ha propuesto para aislar vibraciones de piezas de satélites.